# Mănăstirea Morisena
Mănăstirea Morisena este o mănăstire din România situată în comuna Cenad, județul Timiș.

## Istorie
Originile acestei vetre monahale coboară până în îndepărtatul secol VIII, vremuri în care Banatul trecuse de sub stăpânirea Hanatului Avar în cea a Primului țarat Bulgar. Pe atunci, existau mai multe mănăstiri de rit bizantin, în cetății de la malul Mureșului, numită Morisena, care avea să devină în secolele IX-X, reședința căpeteniilor bănățene Glad și Ahtum.
Prima atestare a unui așezământ monahal aici, este anul 1002, când jupânul Ahtum, proaspăt botezat la Vidin după ritul bizantin, aduce cu sine în Banat, călugări și preoți ortodocși, aceștia punând bazele primei mânăstiri cunoscute pe teritoriul țării noastre. Încă de la început, mănăstirea de la Morisena, l-a avut ocrotitor și patron pe Înaintemergătorul și Botezătorul Domnului, Sf.Ioan. După cucerirea acestei părți a Banatului (1028), regele maghiar Ștefan I, dăruiește această cetate și domeniul, generalului său victorios în luptele cu Ahtum, Hanadin.
Când se produce marea Schismă, în 1054, mănăstirea alege să rămână credincioasă patriarhiei constantinopolitane, ulterior numite Biserica ortodoxă, spre marea dezamăgire a călugărilor benedictini romano-catolici din zonă care se plâng de aceasta regelui maghiar. Acesta intervine și strămută forțat călugării ortodocși la Oroslamos, în Banatul de vest (impropriu numit Banatul sârbesc), în timp ce Morisena devine o abație, reședință a primei episcopii romano-catolice întemeiate de către noii cuceritorit. Astfel se manifestă și pe planul religios creșterea influenței maghiare în Banat în dauna influenței bizantine.
După un mileniu zbuciumat, mitropolitul Banatului, Nicolae Corneanu, binecuvintează în anul 2003, reînfințarea Mănăstirii Morisena de la Cenad, marcând astfel vatra unde s-au înălțat primele rugăciuni în numele Domnului Iisus Hristos pe teritoriul țării noastre. S-a constatat și că prezența unui locaș monahal în această parte a eparhiei a contribuit la revigorarea vieții bisericești.
La 24 iunie 2005 s-a sfințit biserica mânăstirii de către PS Episcop Vicar Lucian Mic. Tot atunci s-au binecuvântat corpul de clădire și paraclisul de vară, toate construite în plin câmp, pe un teren devenit arabil sute de ani, altădată minunata Episcopie Morisena. .
Stareța : monahia Ștefania Fronea.

## Acces
DN6: Timișoara - Sânnicolau Mare - Cenad, 75 km N de Timișoara, se află la hotarul comunei Cenad și se vede de pe șosea.